# Lothar von Faber
Johann Lothar Freiherr von Faber (Unterspitzgarten, 12 giugno 1817 – Stein, 26 luglio 1896) è stato un imprenditore tedesco.

## Vita
Lothar von Faber nacque da Georg Leonhard Faber (1788-1839), un fabbricante di penne, e Sophia Kupfer (1790-1845). Era nipote di Anton Wilhelm Faber. Nel 1836 il padre mandò il diciannovenne Lothar a Parigi per tre anni di perfezionamento e a Londra per sei mesi. A Parigi acquisì le conoscenze di base del processo di Conté e a Londra incontrò il principale produttore di matite che aveva in gestione il deposito di grafite di Cumberland. Lothar von Faber acquisì un'esperienza preziosa che gli sarebbe stata utile in seguito.
Nel 1839, Lothar von Faber rilevò la fabbrica di matite A. W. Faber (oggi Faber-Castell) fondata dal suo bisnonno Kaspar Faber a Stein nel 1761, che era sull'orlo della rovina, dopo un soggiorno di formazione di tre anni a Parigi, succedendo così al padre Georg Leonhard Faber. L'imprenditore cambiò il processo di produzione, acquistò macchinari e fece entrare in azienda il fratello Johann come socio. Nel 1849, affidò al fratello minore Eberhard la gestione della prima filiale estera a New York. Lothar von Faber stesso si occupò delle vendite all'estero e viaggiò in numerosi paesi con il suo campionario. Faber introdusse significativi miglioramenti nella produzione di matite e rese la sua fabbrica una delle aziende leader nella produzione di matite. Aprì filiali a New York, Parigi, Londra e Berlino e amministrò imprese a Vienna e San Pietroburgo. Impiegò oltre 1.200 lavoratori.
L'azienda ricevette un nuovo impulso quando Lothar von Faber acquisì per contratto il diritto all'uso esclusivo della grafite scoperta nella Siberia Orientale (Monti Saiani) nel 1856. Egli fondò anche una fabbrica di ardesie, gessi per lavagne e spugne a Geroldsgrün. Nel 1864 fu nominato membro a vita del Reichsrat bavarese e nel 1881 fu elevato al rango ereditario di barone.
Nel 1874 presentò una petizione al Reichstag. Questo fu il motivo per cui il 1 maggio 1875 entrò in vigore la legge sulla protezione dei marchi, e che inizialmente tutelava solo i marchi pittorici.
Faber sposò Ottilie Richter (14 gennaio 1831-29 gennaio 1903) il 1º agosto 1847. L'unico figlio di questa unione fu Karl Friedrich Wilhelm von Faber (1 settembre 1851-27 giugno 1893), che sposò sua cugina Bertha Faber (1856-1940), figlia maggiore di suo zio Eberhard, ma premorì al padre.
Lothar von Faber morì a Stein il 26 luglio 1896. L'azienda passò prima nelle mani della vedova, poi della nipote Sophie Ottilie, che nel 1898 sposò il conte Alexander zu Castell-Rüdenhausen e con lui fondò la famiglia dei conti Faber-Castell e da cui è derivato l'attuale nome dell'azienda A. W. Faber-Castell.